# Personaleinsatzplanung
Unter Personaleinsatzplanung (PEP) versteht man die rationelle Zuordnung der verschiedenen Mitarbeiter zu den Positionen (passend zu ihrem Fähigkeitsprofil und dem Anforderungsprofil der Stelle) sowie die anderweitige Einsetzung von freien oder freigewordenen Kapazitäten, die Beförderung von qualifizierten Mitarbeitern und Umstrukturierungen von Abteilungen. Eine weitere Dimension des Begriffs ist die Schichtplanung.
Aufgabe der Planung des Personaleinsatzes ist die Verteilung der gegenwärtigen Mitarbeiter auf die verschiedenen Arbeitsplätze unter Berücksichtigung der quantitativen, zeitlichen und örtlichen Erfordernisse des Betriebes und der Interessen und Neigungen der Mitarbeiter.
Davon zu unterscheiden ist die Personaldisposition, die den kurzfristigen (täglichen oder stündlichen) Ausgleich zwischen Soll- und Ist-Personal herstellen soll.
Probleme der Personaleinsatzplanung sind Optimierungsprobleme und damit dem Operations Research zuzuordnen. Sie lassen sich daher auch mit den üblichen Lösungsverfahren des Operations Research angehen. Viele Probleme der Personaleinsatzplanung lassen sich speziell als lineare Optimierungsprobleme formulieren.

## Kapazitätsplanung und Arbeitszeitmanagement
Neuere Ansätze verstehen die Personaleinsatzplanung als ein strategisches Instrument zur Optimierung betriebswirtschaftlicher Abläufe in Unternehmen und Behörden. Eine zentrale Rolle kommt dabei der Flexibilisierung von Arbeitszeiten zu, so dass sie sich mit einem schwankenden Personalbedarf synchronisieren lassen. Da diese Fragestellungen des Arbeitszeitmanagements eng mit weiterführenden betriebswirtschaftlichen Problemstellungen verbunden sind, wie etwa einer schwankenden Auftragslage oder auch arbeitsrechtlichen Rahmenbedingungen, binden moderne Ansätze die Personaleinsatzplanung in einen größeren Kontext mit ein. Unter dem Schlagwort Workforce Productivity werden Methoden diskutiert, wie sich Prozesse der Personaleinsatzplanung mit anderen Verwaltungs- und Managementaufgaben, beispielsweise in den Bereichen Auftragsplanung oder auch Gebäudesicherheit, effizient verknüpfen lassen. Hierzu dient als Messgröße oftmals der Wert „Personalgesamtkostenanteil am Umsatz“, der bestimmte Schwellenwerte (z. B. im Handel zwischen 15 und 20 %, in der Industrie zwischen 28 und 35 %, in Dienstleistungsbereichen wie Architektur und Werbung maximal 45 % des Umsatzes) nicht überschreiten darf.
Im Handel und verwandten Dienstleistungsbereichen muss man dazu andere Ansätze wählen, als man sie im produzierenden Gewerbe ergreift. Steht bei der Produktion die Zahl der produzierten Güter und ihre Qualität im Vordergrund, wird man im Handel zum einen auf eine Mindestbesetzung des Ladens achten müssen, um mögliche Kunden zu bedienen und ggf. auch auf Ladendiebstahl abschreckend zu wirken. Zum anderen wird man aber auch hier wirtschaftliche Gesichtspunkte berücksichtigen (z. B. die Zahl der wirtschaftlich tragbaren Mitarbeiter pro m² Verkaufsfläche).

## Schichtplanung und Einsatzplanung
Personaleinsatzplanung kann sich auch auf Schichtplanung beziehen. Bei der Schichtarbeit werden Arbeitnehmer nach einem bestimmten Zeitplan versetzt nacheinander an der gleichen Arbeitsstelle eingesetzt, so dass sie ihre Arbeit innerhalb eines bestimmten Zeitraums zu unterschiedlichen Zeiten verrichten müssen. Um die Arbeiter einzuplanen, ist die Erstellung eines Schichtplans erforderlich.
Im Bereich Einsatzplanung werden Mitarbeitern verschiedene Tätigkeiten zugewiesen, die sie vor Ort beim Kunden ausüben. Ein Einsatzplan ist notwendig, damit die Mitarbeiter wissen, wann sie was wo zu arbeiten haben.
Bei Engpässen kann es vorkommen, dass Mitarbeiter aus ihrer Freizeit geholt werden, z. B. bei kurzfristig erkrankten Kollegen. Wenn sich das häuft, empfiehlt sich die Erstellung eines sog. doppelten Dienstplanes: Für jede Schicht wird gleich ein zweiter Mitarbeiter eingetragen, der im ersten Dienstplan frei hat. So bekommen die Mitarbeiter Planungssicherheit. Internetbasierte Lösungen vereinfachen die Erstellung eines zweiten Dienstplanes.

## Workforce Management
Des Weiteren stellt die Personaleinsatzplanung einen Baustein des Workforce Management dar. Hierzu zählen neben der Personaleinsatzplanung auch die Prognose des zu erwartenden Arbeitsaufkommens und des dafür benötigten Personals, die Optimierung des Personaleinsatzes zur Vermeidung von Unter- und Überdeckung, die Administration von verschiedenen Zeitkonten im Rahmen der Zeitwirtschaft sowie die Analyse und Steuerung des gesamten Workforce-Management-Prozesses. Im Gegensatz zur traditionellen Personaleinsatzplanung, die aufgrund ihrer Verankerung in der Zeitwirtschaft eine Verwaltung von Zeit in Vergangenheit und Zukunft ist, geht Workforce-Management auf die Veränderungen der Planungsanforderungen und -ziele ein: Bedarfsorientierung und Optimierung sind die Kernelemente moderner Workforce-Management-Lösungen. Dabei geht es nicht mehr nur um die Verteilung von Arbeitsschichten auf die vorhandenen Mitarbeiter, sondern um die flexible, auf den jeweils aktuellen Bedarf ausgerichtete Planung, unter Berücksichtigung nachfragebedingter oder saisonaler Schwankungen, aktueller Kunden-, Umsatz- oder Transaktionskennzahlen oder anderer ökonomische Gesichtspunkte (sogenannte Bedarfstreiber). Diese Bedarfstreiber werden im Rahmen einer Personalbedarfsermittlung (= Forecast) herangezogen mit dem Ziel, den exakten Personalbedarf des Unternehmens zu ermitteln. Im Anschluss einer jeden Periode sollten die Daten der Personalbedarfsprognose mit den tatsächlichen Geschäftszahlen verglichen werden, um Rückschlüsse für den Forecast der nächsten Planungsperiode ziehen zu können. Eingesetzt werden hier in der Regel meist eigene Tabellen-Lösungen aber auch spezielle Forecasting-Tools.
Die unternehmerischen Ziele von Workforce Management liegen darin, die richtigen Mitarbeiter (mit den richtigen Qualifikationen) zur richtigen Zeit am richtigen Ort zu haben. Durch ein ganzheitliches Workforce Management und dessen Optimierung können damit langfristig sowohl die Personalkosten deutlich gesenkt, als auch die Mitarbeiterzufriedenheit gesteigert, die Produktivität erhöht und durch besseren Service mehr Umsatz erreicht werden.